# Efferia caymanensis
Efferia caymanensis este o specie de muște din genul Efferia, familia Asilidae, descrisă de Scarbrough în anul 1988. Conform Catalogue of Life specia Efferia caymanensis nu are subspecii cunoscute.